# Karl Henrik Karlsson
Karl Henrik Karlsson (født 12. november 1856 på Råby i Västmanlands län, død 24. maj 1909 i Stockholm) var en svensk historiker. 
Karlsson studerede filologi med historie som hovedfag og blev kandidat i 1880, licentiat i 1889 og doktor i 1890. Hans doktorafhandling om Konungens domsrätt under medeltiden skaffede ham desuden den Geijerske prisbelønning. I 1885 begyndte han at arbejde i det kongelige bibliotek i Stockholm, og her blev han amanuensis 1894; fra 1888 var han tillige sysselsat i Riksarkivet. I 1894 bosatte han sig for en årrække i Rom for at studere i de vatikanske arkiver, af hvis rige skatte han fremdrog mange værdifulde bidrag til sit fædrelands og Nordens historie i middelalderen. De fleste af hans afhandlinger herom er offentliggjorte i svensk Historisk Tidskrift. Stor grundighed har han viet forarbejderne til et svenskt Diplomatarium, omfattende middelalderen. Uden modsigelse var han i sin tid den mest fremragende kender af den svenske middelalders genealogi.